# Кост Микола Андрійович
Микола Андрійович Кост (Кость) (1883, Російська імперія — 23 травня 1943, місто Москва, тепер Російська Федерація) — радянський діяч, організатор охорони здоров'я, в.о. народного комісара охорони здоров'я УСРР. Кандидат медичних наук.

## Життєпис
Народився в родині купця. Закінчив гімназію. У 1899 році ще учнем долучився до революційного руху, був членом учнівського марксистського осередку.
Член РСДРП з березня 1904 по 1909 рік. У 1905 році був членом технічної групи при Московському комітеті РСДРП.
До 1905 року навчався на медичному факультеті Московського університету. У червні 1905 року заарештований у Москві, виключений із університету. З червня по вересень 1905 року перебував у Таганській в'язниці Москви, звільнений під гласний нагляд поліції.
З 1905 по 1909 роки був пропагандистом, партійним організатором Краснопресненського району Москви і Пушкінського повіту Московської губернії. У 1909 році відійшов від революційного руху та втратив зв'язок із партією.
Продовжив навчання на медичному факультеті Московського університету, який закінчив у 1910 році.
У 1909—1914 роках — дільничий земський лікар.
У 1914—1917 роках — лікар полку, лікар санітарного загону російської армії. Учасник Першої світової війни.
Член РСДРП з 1917 року.
До липня 1917 року — член Кам'янець-Подільської ради солдатських депутатів. У липні 1917 року — організатор і секретар Житомирського комітету РСДРП. У 1917 році став членом військово-революційного комітету Південно-Західного фронту. Тоді ж захворів на туберкульоз поїхав на лікування до Криму. У грудні 1917 року — делегат з'їзду рад у Києві. З грудня 1917 по квітень 1918 року — член Центрального виконавчого комітету Української Радянської Республіки.
У квітні — вересні 1918 року — завідувач відділу медичної статистики управління медичної частини Народного комісаріату внутрішніх справ Російської РФСР.
У вересні 1918 — 1919 року — завідувач статистичної секції, завідувач статистичного сектору Народного комісаріату охорони здоров'я Російської РФСР. З 1919 по 1920 рік — завідувач організаційного підвідділу Народного комісаріату охорони здоров'я Російської РФСР.
У 1919 — 20 квітня 1920 року — в.о. народного комісара охорони здоров'я УСРР. У 1920 році — заступник народного комісара охорони здоров'я УСРР.
У 1920—1926 роках — головний уповноважений Народного комісаріату охорони здоров'я Російської РФСР по курортах Кубані і Чорномор'я. Одночасно, в 1921—1924 роках — начальник управління курортів Північного Кавказу.
З 1924 року — науковий співробітник Центрального інституту соціальної гігієни.
У 1926—1930 роках — відповідальний секретар Товариства Червоного Хреста і Півмісяця.
У 1927—1928 роках — асистент кафедри соціальної гігієни медичного факультету Другого Московського університету.
З 1928 року — завідувач санітарної частини тресту пошуків і проєктування генеральної схеми водопостачання Донбасу. Потім — завідувач відділу гігієни води і санітарної гідротехніки Всесоюзного інституту комунальної гігієни в Москві.
До 1 жовтня 1941 року — інспектор головної санітарної інспекції Народного комісаріату охорони здоров'я Російської РФСР.
З 1 жовтня 1941 по 23 травня 1943 року — інспектор головної санітарної інспекції Народного комісаріату охорони здоров'я СРСР.
Помер 23 травня 1943 року в Москві.